# Karolina Fabiś-Szulc
Karolina Urszula Fabiś-Szulc (ur. 9 lutego 1985 w Poznaniu) – polski samorządowiec i urzędniczka, od 2024 wicewojewoda wielkopolski.

## Życiorys
W 2009 ukończyła zarządzanie inwestycjami i nieruchomościami na Uniwersytecie Ekonomicznym w Poznaniu, a w 2019 studia typu MBA w Collegium Humanum. Uzyskała uprawnienia zarządcy nieruchomości i pracowała w tym zawodzie. Przez 9 lat była zatrudniona w urzędzie gminy Rokietnica, następnie pracowała w Międzynarodowych Targach Poznańskich i jako starszy specjalista w Urzędzie Marszałkowskim Województwa Wielkopolskiego. Została także wiceprzewodniczącą związku międzygminnego.
Zaangażowała się w działalność polityczną w ramach Platformy Obywatelskiej. W 2010 i 2014 wybierana do Rady Miasta Poznania, gdzie od 2017 była wiceprzewodniczącą. W 2018 nie uzyskała reelekcji. Kandydowała także bez powodzenia do Parlamentu Europejskiego w 2019 i do Sejmu w 2019. 16 stycznia 2024 powołana na stanowisko pierwszego wicewojewody wielkopolskiego.